# Super Scribblenauts
Super Scribblenauts : Les Énigmes de Maxwell, connu sous le nom de Super Scribblenauts aux États-Unis, est un jeu vidéo de type réflexion/action développé par 5th Cell et édité par WB Games sorti sur Nintendo DS le 28 octobre 2010. Sa principale nouveauté est que l'on peut ajouter des adjectifs aux objets que l'on crée. Il fait suite à Scribblenauts sorti lui aussi sur Nintendo DS. Le mode solo se compose d'une série de plus de 100 épreuves.